# I-8 (підводний човен)
I-8 — підводний човен Імперського флоту Японії, який брав участь у Другій світовій війні.

## Передвоєнна історія
Корабель, який спорудили у 1938 році на верфі Kawasaki у Кобе, став другим та останнім представником типу J3 (він же клас I-7).

## Перший похід
На момент вступу Японії у Другу світову війну I-8 був флагманським кораблем 3-ї ескадри підводних човнів. 11 листопада 1941-го човен полишив Японію, маючи на борту гідролітак Watanabe E9W1, а 20 листопада прибув на Маршаллові острови на атол Кваджелейн (до середини 1942-го активно використовувався як база підводних сил Імперського флоту). 24 листопада корабель рушив далі та 7 грудня перебував у районі на північний захід від Оаху із завданням діяти проти кораблів, що спробують полишити Перл-Гарбор. Втім, досягнути якихось успіхів I-8 і згодом човен завершив похід на Кваджелейні.

## Другий похід
12 січня 1942-го I-8 вийшов з Кваджелейну для бойового патрулювання біля західного узбережжя США. 3 лютого човен прибув у район Сан-Франциско, а за кілька діб перейшов північніше до Сіеттла, проте не зміг досягнути якихось успіхів (запланована повітряна розвідка над Сан-Франциско також не відбулась через погану погоду). 9 лютого I-8 рушив до метрополії та 2 березня завершив похід у Куре, де став на нетривалий ремонт.
15 квітня 1942-го I-8 разом з іншими кораблями своєї ескадри рушив на Кваджелейн. Під час переходу контрадмірал, який командував підрозділом, серйозно захворів, через що I-8 повернувся до Йокосуки. 1 травня човен з новим командувачем ескадри вийшов у море і 6 травня перебував вже поблизу Кваджелейна, де був помилково атакований двома японськими бомбардувальниками та отримав від скинутих бомб пошкодження, які унеможливлювали занурення. Як наслідок, I-8 знову попрямував до Японії та 16 числа прибув до Куре, де став на ремонт.

## Участь у битві за Гуадалканал
У середині вересня 1942-го I-8 прибув на атол Трук у центральній частині Каролінських островів (тут ще до війни створили головну базу японського ВМФ у Океанії). На той час у регіоні вже більш як місяць тривала важка битва за Гуадалканал і японське командування стягнуло у регіон значні сили підводного флоту. Відносно участі I-8 у цій кампанії відомо, що 2 листопада 1942-го доправлений на цьому підводному човні гідролітак Watanabe E9W1 провів розвідувальний політ над Порт-Віла та Havannah (острів Ефате у архіпелазі Нові Гебриди), а 2 січня 1943-го I-8 обстріляв із палубної гармати острів Кантон (острови Фенікс), який лежить за 3,5 тисячі кілометрів на схід від Гуадалканалу.
21 березня 1943-го I-8 прибув до Куре для чергового ремонту.

## Похід до Європи
1 червня 1943-го I-8 вийшов із Куре в межах операції «Янагі» (рейси між Японією та Німеччиною з метою перевезення окремих дефіцитних видів матеріальних ресурсів, обміну технічною інформацією і зразками озброєння). На борту перебували 160 осіб, зокрема екіпаж для німецького підводного човна U-1224 (тип IXC/40), що мав бути переданий японцям. 10—22 червня корабель перебував у Сінгапурі, потім перейшов до Пенангу (база японського підводного флоту на західному узбережжі півострова Малакка), а 27 червня вийшов звідси, маючи тепер з собою також вантаж вольфраму, натуральної гуми, хініну та олова.
1 та 6 липня 1943-го I-8 провів у Індійському океані дозаправку від інших японських підводних човнів, потім обігнув південне завершення Африки (в цей період човен протягом 10 діб був змушений витримувати сильний шторм, який не дозволяв розвинути швидкість більшу за 5 вузлів). 2 серпня I-8 перетнув екватор, а за якийсь час по тому зустрівся південніше від Азорських островів із германською субмариною U-161, від якої отримав детектор радарного опромінення. У Біскайській затоці перехід японського корабля прикривали німецькі літаки та кілька есмінців, а 31 серпня I-8 успішно прибув до Бресту.
5 жовтня 1943-го I-8 вирушив у зворотний шлях, маючи на борту зразки радарного та сонарного обладнання, двигунів для торпедних катерів, чотириствольної 25-мм зенітної установки, авіаційних гармат, бомбардувальних прицілів, електроторпед та морських хронометрів. Також японський човен мав на борту 12 німецьких науковців та військових. Вже після перетину екватора надіслане I-8 повідомлення запеленгували союзники і наступної доби японський корабель був атакований протичовновим літаком, проте зміг успішно зануритись. У Південній Атлантиці I-8 довелось знову витримати сильний шторм, а під час переходу через Індійський океан були майже вичерпані запаси пального, втім, 2 грудня човен успішно прибув до Пенангу. 21 грудня I-8 завершив похід у Куре.

## Дії в Індійському океані навесні 1944
21 лютого 1944-го човен полишив Куре та попрямував до Південно-Східної Азії, а 19 березня вийшов з Пенангу для бойового патрулювання в районі Мальдівських островів. 26 березня за п'ять з половиною сотень кілометрів на схід від центральної частини зазначеного архіпелагу I-8 торпедував та потопив нідерландське судно Tjisalak (5787 GRT), яке йшло з Мельбурну до Коломбо із вантажем муки. Після цього японці підібрали членів екіпажу ворожого транспорту та вчинили різанину, вбиваючи полонених мечами. Тих, хто кинувся за борт, розстрілювали з кулеметів. Всього загинуло 98 із 103 осіб, що перебували на борту Tjisalak (кільком вдалось вціліти та віднайти рятувальний човен, а пізніше їх підібрало союзне судно).
30 березня 1944-го за тисячу кілометрів південніше від району попередньої атаки літак з I-8 виявив британське судно City of Adelaide (6589 GRT), яке прямувало у баласті з Карачі до австралійського Фрімантлу. Як наслідок, японський човен зміг віднайти транспорт і уразив його однією торпедою, після чого сплив на поверхню та добив City of Adelaide артилерією.
11 квітня 1944-го I-8 був уже за шість сотень кілометрів на захід від південної частини Мальдівського архіпелагу. Тут він перестрів американський танкер SS YAMHILL та дав по ньому чотириторпедний залп, проте всі торпеди пройшли повз ціль. Тоді I-8 сплив на поверхню й розпочав переслідування, під час якого випустив зі своїх палубних гармат 20 снарядів. SS YAMHILL вів вогонь у відповідь зі встановленої у нього на кормі гармати, а завершила 12-годинну погоню поява патрульного гідролітака «Catalina», який після отримання радіограми з танкера вилетів з Мальдивських островів.
16 квітня 1944-го в районі атола Адду I-8 потопив артилерією якесь вітрильне судно.

## Дії в Індійському океані влітку 1944
Наприкінці червня 1944-го I-8 здійснював черговий похід до Індійського океану. 29 числа за чотири з половиною сотні кілометрів на південний схід від острова Дієго-Гарсія (архіпелаг Чагос, що лежить на південь від Мальдивів) човен спершу торпедував, а потім добив артилерією вантажопасажирське судно Nellore (6942 GRT), яку прямувало з Бомбею до Сіднею.
2 липня за три з половиною сотні кілометрів на південний схід від південного завершення Мальдівів I-8 торпедував артилерією транспорт типу «Ліберті» Jean Nicolet, який теж прямував з Бомбею до Сіднею. В цьому випадку човен підібрав 99 членів екіпажу ворожого транспорту, яких зв'язали та почали вбивати трубами і ножами. При появі ворожого літака японський корабель занурився, залишивши близько трьох десятків ще живих моряків у воді. Кільком з них вдалось дістатись до Jean Nicolet та спустити рятувальний човен, перш ніж судно пішло на дно. У підсумку 23 особи змогли вижити — їх підібрав індійський траулер. Крім того, капітана транспорту та 2 інших осіб японці ще до занурення завели до човна, але з цих бранців війну пережив лише один.
14 серпня1944-го I-8 завершив похід у Пенангу.
9 жовтня 1944-го I-8 прибув до Йокосуки на ремонт, під час якого демонтували катапульту та ангар для літака і надали можливість приймати 4 керовані самогубцями торпеди «кайтен».

## Останній похід
18 березня 1945-го I-8 вийшов для бойового патрулювання в районі на південь від Окінави. 28 березня з I-8 помітили два транспорти під охороною кількох есмінців та почали переслідування цієї групи. В ніч на 31 березня есмінець «Стоктон» встановив радарний контакт із підводним човном, який екстрено занурився. Після цього «Стоктон» відновив контакт з ціллю за допомогою сонара і протягом наступних чотирьох годин провів 7 атак глибинними бомбами та вичерпав майже весь їх запас. Втім, до місця бою прибув есмінець «Моррісон», який виявив I-8, що тільки-но сплив на поверхню. Японський корабель екстрено занурився, проте після скинутої з «Моррісона» серії глибинних бомб сплив менш ніж за кілометр від цього есмінця та вступив у артилерійський бій. Зіткнення тривало пів години і завершилось загибеллю I-8, після чого «Моррісон» підібрав одного члена екіпажу ворожої субмарини.

## Бойовий рахунок
| Дата       | Назва            | Тип                | Тоннаж | Місце          |
| 26.03.1944 | Tjisalak         | вантажне           | 5787   | 2°30'S 78°40'E |
| 30.03.1944 | City of Adelaide | вантажне           | 6589   | 12°1'S 80°27'E |
| 29.06.1944 | Nellore          | вантажопасажирське | 6942   | 7°51'S 75°20'E |
| 02.07.944  | Jean Nicolet     | вантажне           |        | 3°28'S 74°30'E |